# AFL 그랜드 파이널
AFL 그랜드 파이널(AFL Grand Final)은 오스트레일리안 풋볼 리그의 우승 결정전으로, 오스트레일리아 오픈, 멜버른 컵과 대등한 오스트레일리아 최대의 스포츠 행사이다.

## 역사
첫 번째 그랜드 파이널은 빅토리안 풋볼 리그 (VFL) 시대인 1897년이며, 1902년 이후에는 멜버른 크리켓 그라운드 (MCG)에서 개최된다. 1956년 멜버른 올림픽 직전의 그랜드 파이널은 입장을 제한할 정도로 인기를 크게 끌었으며, 텔레비전 중계도 처음 하기 시작하였다. 1990년부터 현재의 명칭이되었다.